# Szimler Bálint
Szimler Bálint (Budapest, 1987. május 4. –) magyar filmrendező.

## Életpályája
1987-ben született Budapesten, de az USA-ban nőtt fel, ahova 1989-ben költözött családjával. A budapesti József Attila Gimnáziumban érettségizett. 2006-2011 között a Színház- és Filmművészeti Egyetem Film- és televíziórendező szakán tanult, Enyedi Ildikó osztályában.

## Filmjei

### Nagyjátékfilm
- Fekete pont (2024)[7][8][9]
- Balaton Method (2015)[10]

### Sorozat
- Közgyűlés (2021)
- Kodály Method (2011-2012)

### Rövidfilm
- Itt vagyok (2010)[11]
- Egymás mellett (2008)

## Díjai
- Magyar Filmszemle legjobb kisjátékfilm díja (az Itt vagyok c. filmért)[2]
- Arany Medál-díj (2024)[12]